# Jurij Hij
Jurij Wołodymyrowycz Hij, ukr. Юрій Володимирович Гій, ros. Юрий Владимирович Гий, Jurij Władimirowicz Gij (ur. 5 maja 1962 we Lwowie) – ukraiński piłkarz występujący na pozycji obrońcy, trener piłkarski.

## Kariera piłkarska

### Kariera klubowa
Zaczynał karierę piłkarską w Bukowynie Czerniowce. Występował krótko w Karpatach Lwów, Koronie Kielce, FK Chaskowo, Nistru Otaci oraz Ładzie Czerniowce, ale zawsze wracał do macierzystego klubu. Z klubem tym osiągnął największe swoje sukcesy. W Bukowynie był wieloletnim kapitanem drużyny, jest także rekordzistą występów – 504 mecze.

## Kariera trenerska
Po zakończeniu kariery zawodniczej najpierw pomagał trenować Nistru Otaci. W latach 2000–2002 stał na czele Bukowyny Czerniowce, z którą w sezonie 1999/2000 zdobył awans do pierwszej ligi. Potem jeszcze prowadził Nistru Otaci i ponownie Bukowynę. Latem 2008 został asystentem trenera Bohdana Bławackiego w Nywie Winnica. Potem od lata 2009 pomagał mu również w polskich klubach Spartakus Szarowola i Motor Lublin. W kwietniu 2011 również został zaproszony przez Bławackiego do sztabu szkoleniowego Enerhetyka Bursztyn. W sierpniu 2012 rozpoczął pracę prowadząc razem z Wałerijem Bohusławskim drugą drużynę Bukowyny Czerniowce, a od 2 września 2013 pełnił obowiązki głównego trenera klubu. 4 czerwca 2015 podał się do dymisji.

## Sukcesy i odznaczenia

### Sukcesy klubowe
- finalista Pucharu Mołdawii: 1994
- mistrz Wtoroj ligi ZSRR: 1982, 1988
- wicemistrz Wtoroj ligi ZSRR: 1980, 1989
- brązowy medalista Wtoroj ligi ZSRR: 1990

### Sukcesy trenerskie
- mistrz Drugiej ligi Ukrainy: 2000
- brązowy medalista Mistrzostw Mołdawii: 2003
- finalista Pucharu Mołdawii: 2003

### Sukcesy indywidualne
- rekordzista klubu Bukowyna Czerniowce w liczbie rozegranych meczów: 508